# Crocus longiflorus
Crocus longiflorus är en irisväxtart som beskrevs av Constantine Samuel Rafinesque. Crocus longiflorus ingår i släktet krokusar, och familjen irisväxter. Inga underarter finns listade i Catalogue of Life.

## Bildgalleri

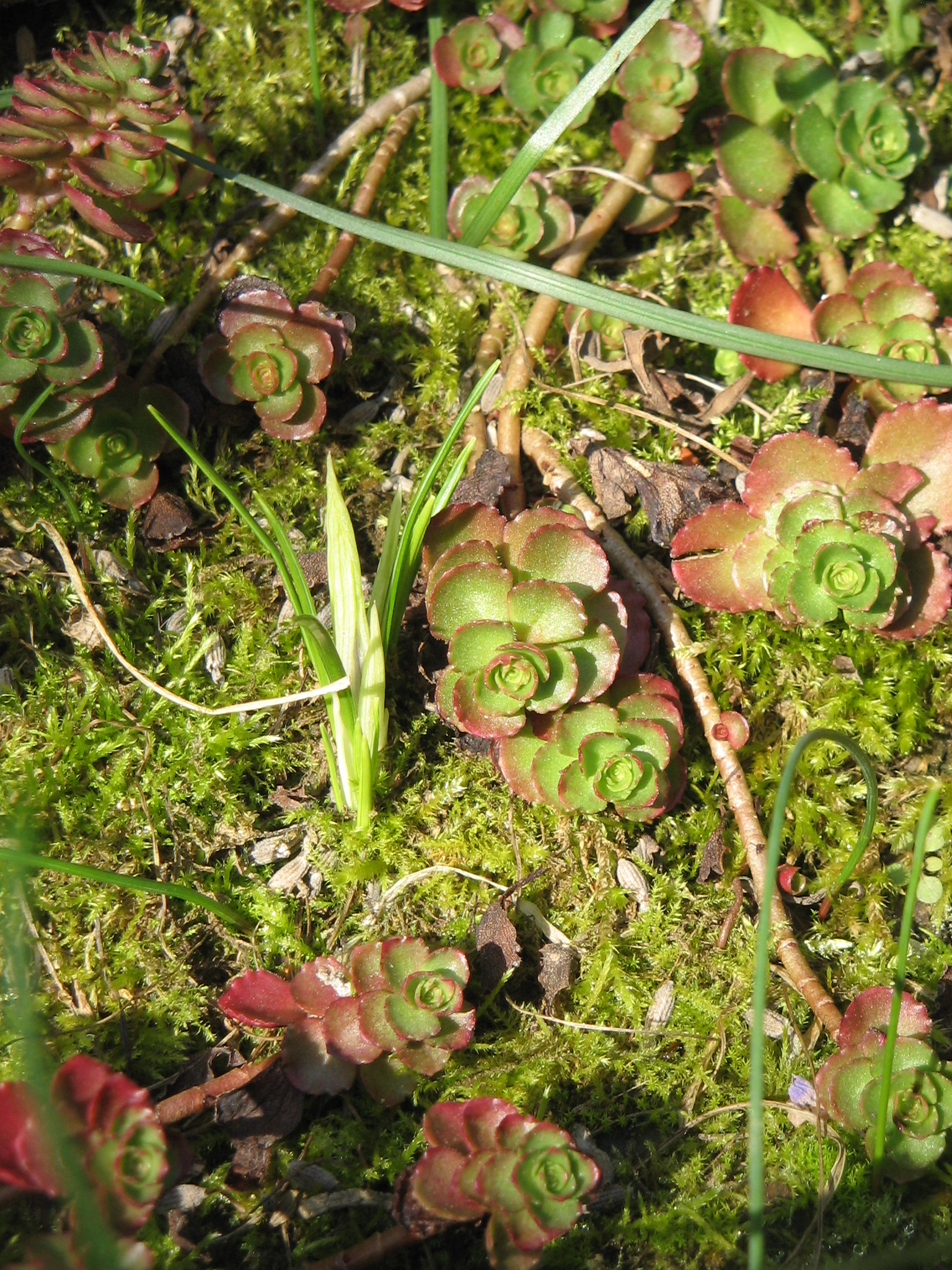
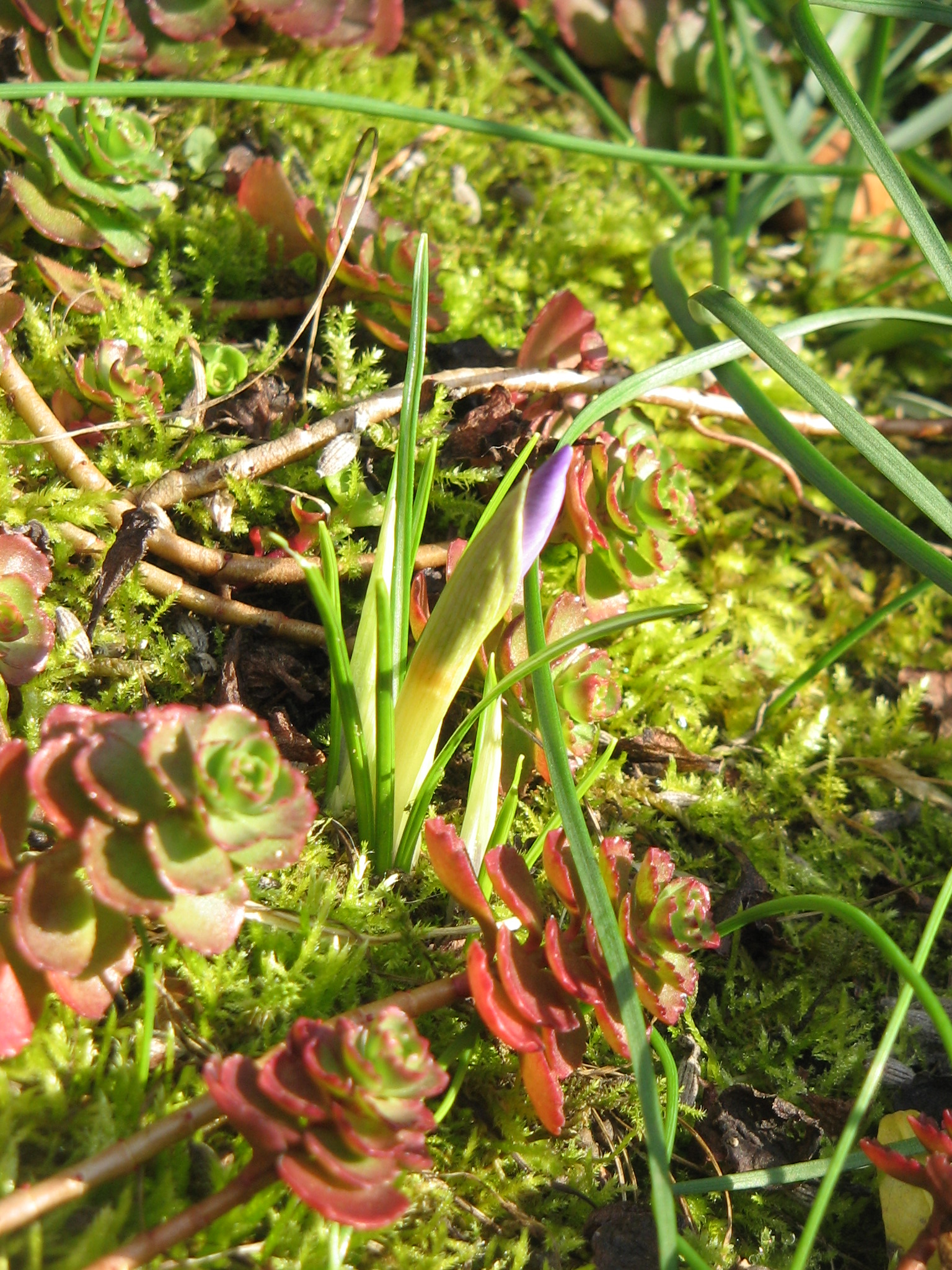
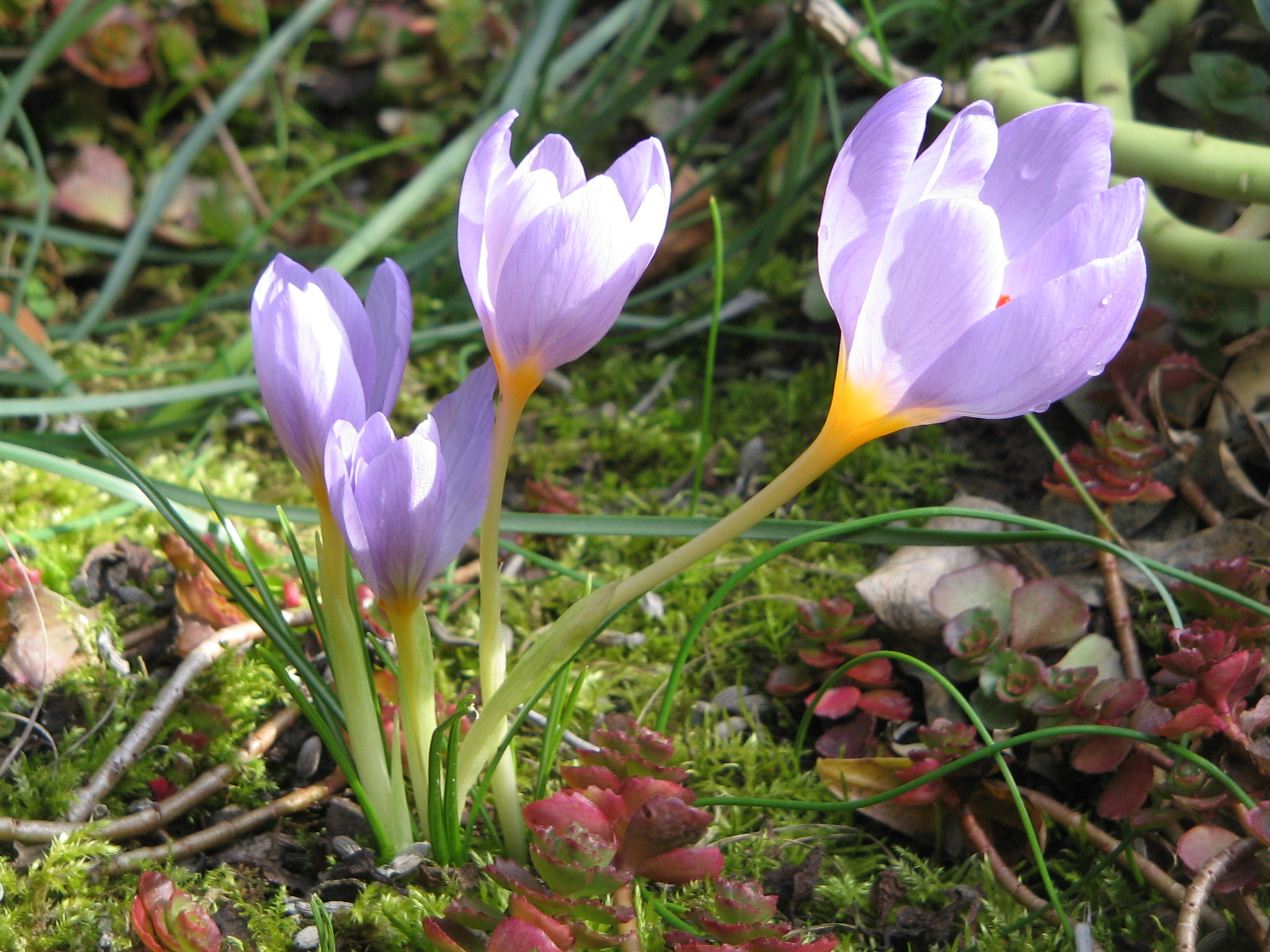
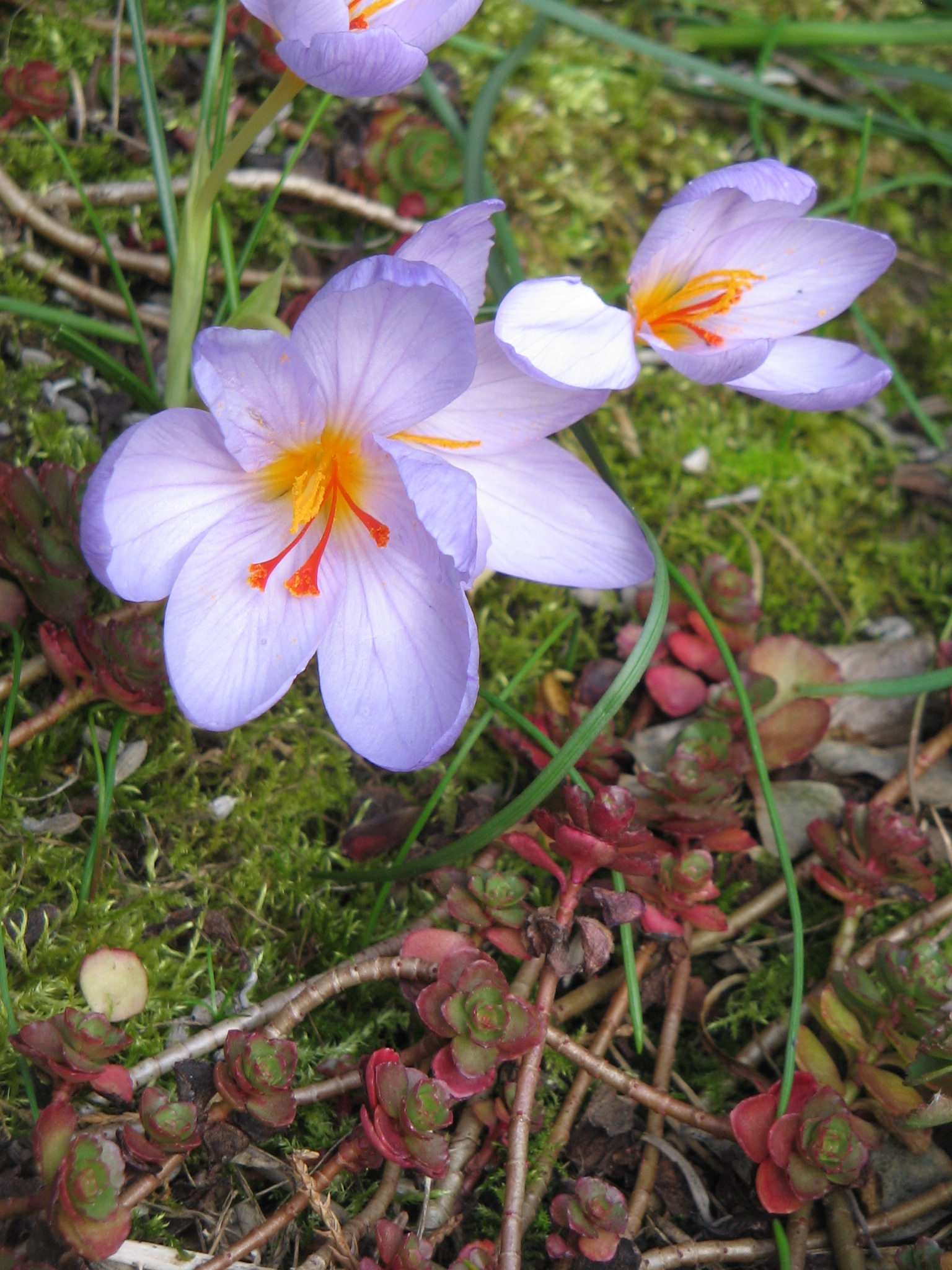
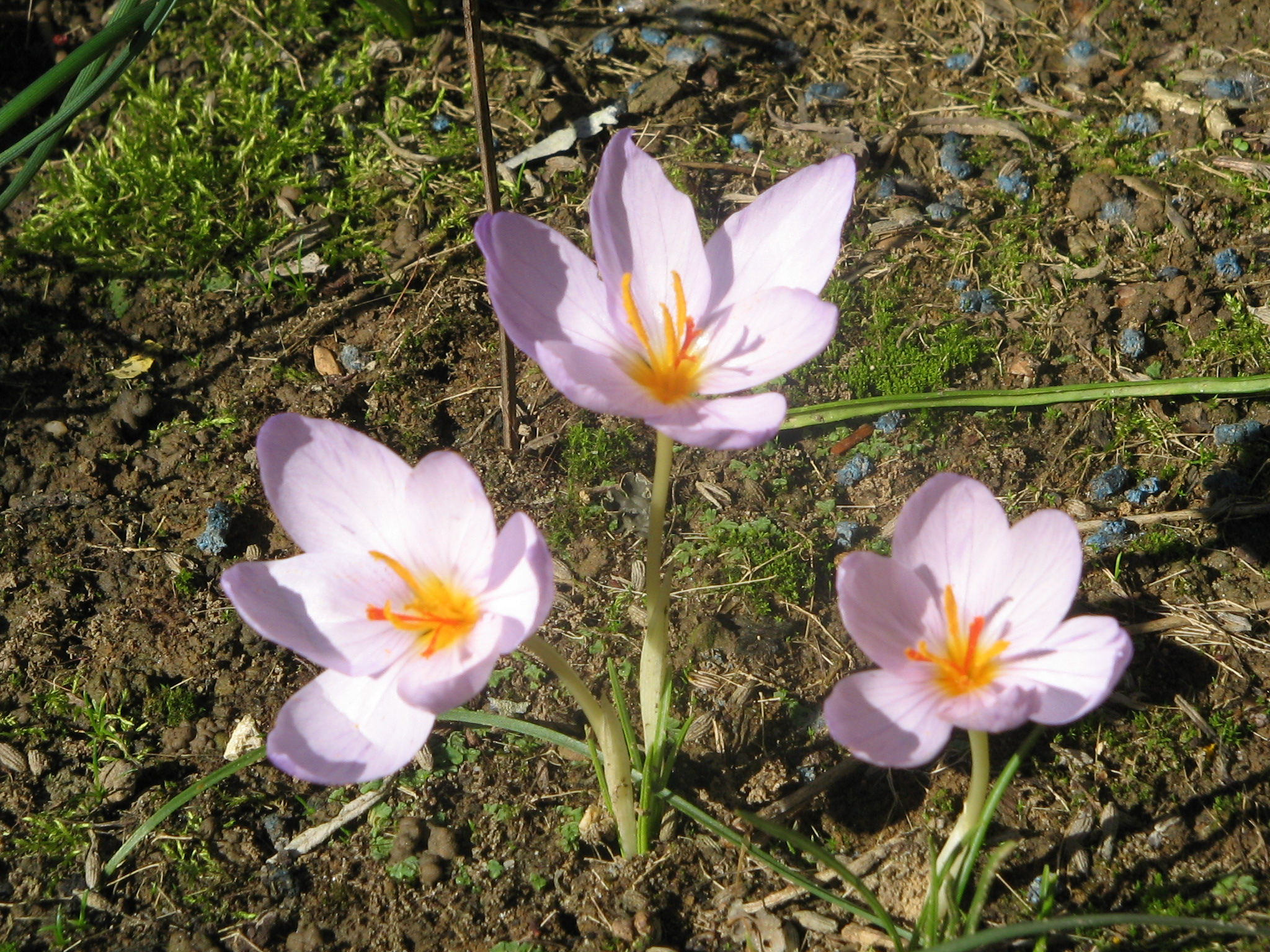